# Pyramide de Fontenoy
La pyramide de Fontenoy  est un obélisque moderne érigé en 1750 en l'honneur de Louis XV. Il commémore le séjour du roi à Cysoing, au début de la campagne contre les Pays-Bas autrichiens dont la victoire française quelques mois plus tard lors de bataille de Fontenoy en mai 1745 est l'apogée.
Le monument est classé monument historique depuis 1840 (sur la première liste).

## Description
Malgré son nom de pyramide, il s'agit d'un obélisque ,construit en pierre bleue des carrières de Basècles réputées à l'époque,les meilleures du Hainaut,. de 17 m de haut sur base triangulaire. Il se trouve au cœur du parc de l'abbaye Saint-Calixte de Cysoing, abbaye où résida le roi et a été sculpté par Nicolas Desmoulain, selon les plans dessinés par le père jésuite Charles Wastelain de Lille.

## Histoire et architecture
Huit allées en partant composaient une grande étoile. Un plan géométral est visible dans l'ouvrage Cysoing : les seigneurs, l'abbaye, la ville, la paroisse. Des haies de charmilles agrémentaient les lieux.
Le chanoine cysonien François-Joseph Théry de Gricourt est l'auteur de dessins reproduisant l'ensemble, au terme de quelque 20 ans d'existence.
Charles Marteau a dirigé une restauration de la colonne en 1888.